# Panara aureizona
Panara aureizona is een vlindersoort uit de familie van de prachtvlinders (Riodinidae), onderfamilie Riodininae.
Panara aureizona werd in 1874 beschreven door Butler.